# مسابقه آواز یوروویژن ۱۹۹۸
مسابقه آواز یوروویژن ۱۹۹۸ ۴۳مین دوره از مسابقات آواز یوروویژن بود که در National Indoor Arena، بیرمنگام، بریتانیا برگزار شد.